# Goodyera pubescens
Espèce
Statut CITES
Goodyera pubescens, la Goodyérie pubescente, est une espèce de plantes vivaces à fleurs blanches en épi, de la famille des Orchidacées et du genre Goodyera. C'est une hémicryptophyte endémique des forêts matures feuillues ou mixtes d'Amérique du Nord. Elle se reproduit principalement de manière végétative, à partir du rhizome.

## Description

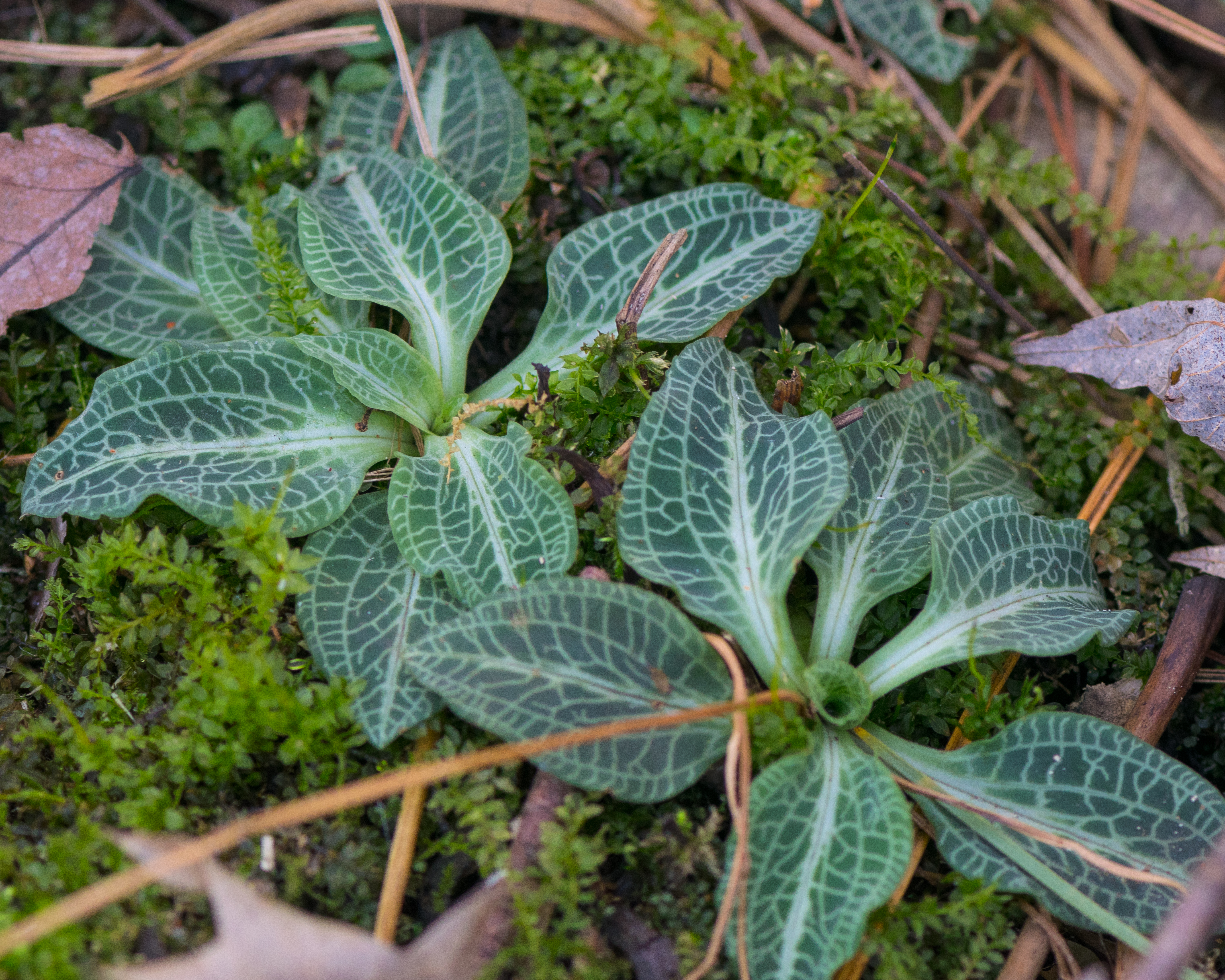
Feuilles.

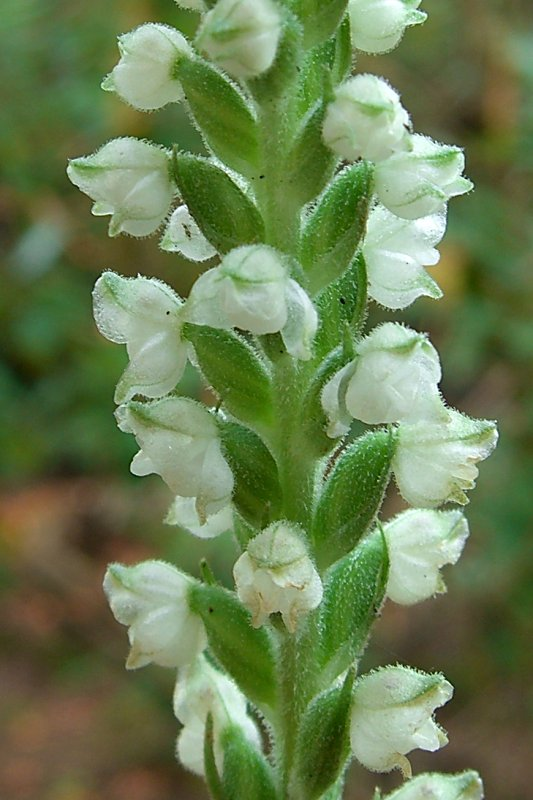
Inflorescence.

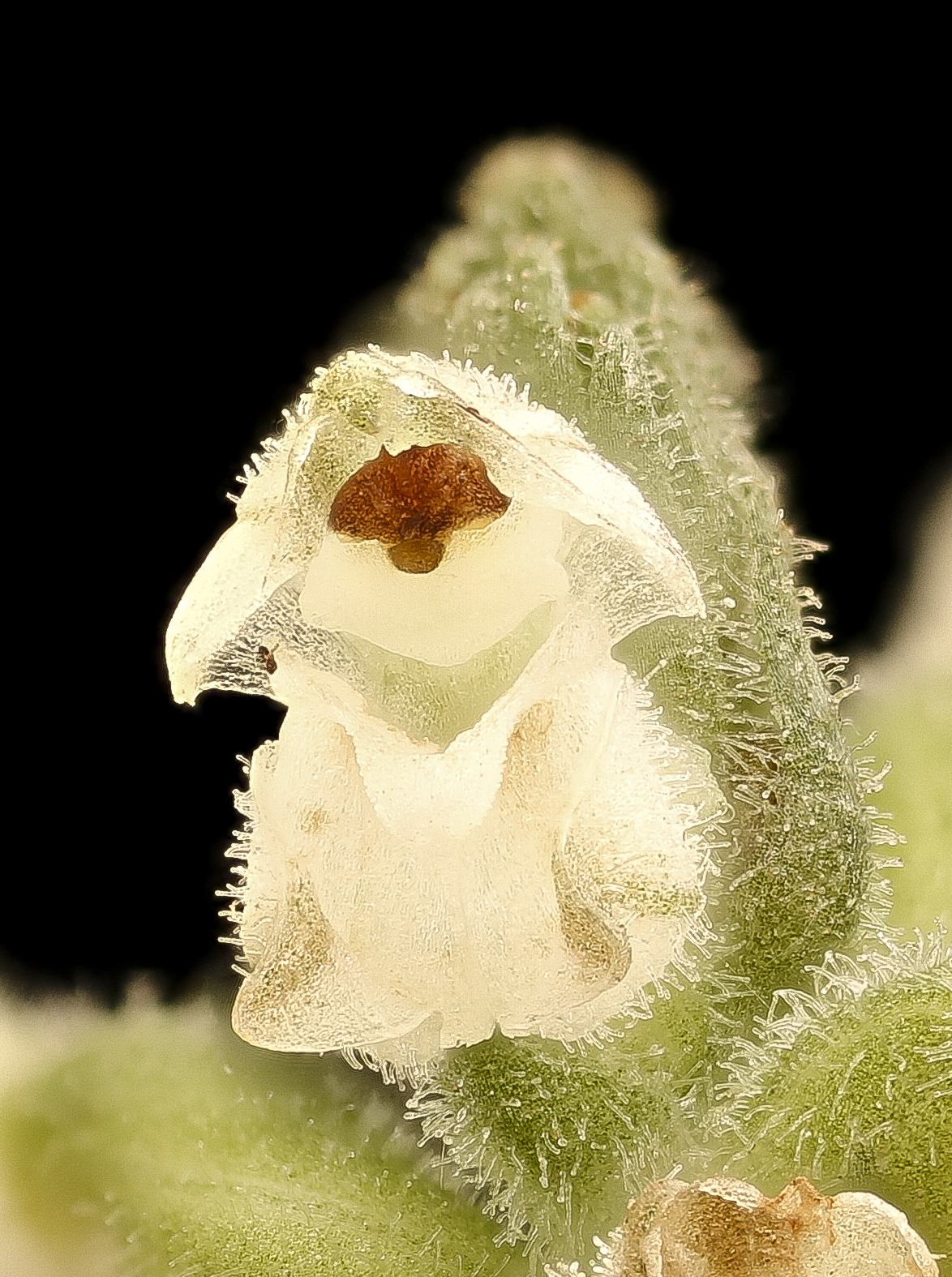
Fleur.

La Goodyérie pubescente est une plante vivace poussant en colonies. Elle se propage de façon végétative grâce à un rhizome rampant. Les feuilles mesurent de 4 à 6,5 cm de longueur et forment une rosette persistant toute l’année à la base de la tige florale. Leur limbe a une forme d’œuf (ovée) et une coloration panachée de blanc avec un motif semblable à de la peau de serpent (réticulé). Il y a une bande blanche et large bien visible sur la nervure centrale. La tige florale est très pubescente, d’où le nom de l’espèce, et porte des dizaines de petites fleurs blanches formant un épi dense.

## Habitats
La Goodyérie pubescente pousse dans les forêts matures feuillues ou mixtes ayant un bon drainage. Elle est souvent associée à un couvert forestier d’Érable à sucre, de Pruche, de Thuya, de Chêne rouge ou de Pin. Elle pousse aussi dans les forêts plus humides composées d’Érable rouge. Il est important pour la stabilité des populations que le couvert forestier ne soit pas perturbé car c’est une espèce très sensible aux conditions environnementales comme la température et les précipitations. C’est ce qui fait en sorte qu’elle est retrouvée presque exclusivement dans les forêts matures.

## Distribution
Il s’agit d’une espèce indigène de l’est de l’Amérique du Nord dont l'aire de répartition va de la côte atlantique à la vallée du Mississippi et du nord de la Géorgie au sud du Québec et de l’Ontario. La faible abondance de la Goodyérie à la limite nordique de sa répartition et la disparition des vieilles forêts au profit de l’urbanisation ou de l’agriculture fait en sorte qu’elle a un statut d’espèce susceptible au Québec. L’organisme international de conservation NatureServe a donné une cote S2 (en péril) à la Goodyérie pubescente. Il s’agit d’une cote subnationale soit, uniquement pour la province.

## Reproduction et croissance
La Goodyérie pubescente se reproduit très lentement, principalement de façon végétative, en produisant des nouvelles tiges perpendiculaires à son rhizome rampant. La production de nouvelles pousses provenant du rhizome semble se produire seulement lorsque la plante a fleuri. Une fois que la nouvelle pousse est bien établie soit à 1 à 2 ans, le rhizome qui la rattachait au plant mère se décompose.
C’est une hémicryptophyte, ce qui signifie qu’un nouvel individu ne produira des fleurs et des graines qu’une seule fois durant son existence. Elle fleurit au milieu ou à la fin de l’été surtout lorsqu’il y a eu des périodes chaudes et sèches durant la saison de croissance précédente. Il peut y avoir un délai de 4 à 8 ans entre l’apparition d’une pousse et sa floraison, et parfois le double lorsque l’individu provient de la germination d’une graine. C’est une espèce qui dépend surtout des abeilles à longues trompes pour sa pollinisation.
La Goodyérie produit des feuilles qu’elle doit renouveler aux 4 ans et croît entre la mi-juin et le début de septembre. Elle a quatre stades de développement durant son existence, soit la graine, le semis, la pousse végétative n’ayant pas fleuri et finalement le stade mature en floraison. Il se peut qu’un faible pourcentage d’une population ou d’une colonie fleurisse en même temps. Cela est en partie causé par le long développement de la plante. Une colonie composée de pousses végétatives ne fleurira que très peu avant que l’ensemble des plants n’ait entre 4 et 8 ans.
Étant une Orchidacée, la Goodyérie produit des graines ayant peu de réserves d’énergie. Le protocorme, une structure indifférenciée issue de la germination de la graine doit s’associer à un champignon mycorhizien pour subvenir à ses besoins nutritifs et assurer une croissance suffisante pour faire la photosynthèse. À partir de ce moment, la plante est autosuffisante mais profite quand même de la présence du champignon pour augmenter sa capacité à récupérer les nutriments et l’eau du sol. L’établissement d’une nouvelle pousse prend deux années entières. Durant la première, il y a la formation du protocorme. La première racine et la première feuille apparaissent au printemps de la deuxième année.

## Systématique
L'espèce est initialement décrite par le botaniste allemand Carl Ludwig Willdenow en 1805, qui la classe dans le genre Neottia sous le basionyme Neottia pubescens. Elle est déplacée dans le genre Goodyera par le botaniste écossais Robert Brown en 1813.
Ce taxon porte en français le noms vernaculaire ou normalisé « Goodyérie pubescente ».
Goodyera pubescens a pour synonymes :
- Epipactis pubescens (Willd.) A.A.Eaton
- Epipactis reticulata (Raf.) House
- Epipactis reticulata (Raf.) House ex A.Heller, 1910
- Epipactis willdenovii House
- Goodyera pubescens var. minor Sims
- Neottia pubescens Willd.
- Neottia repens Pursh
- Orchiodes pubescens (Willd.) Kuntze
- Peramium pubescens (Willd.) Curtiss
- Peramium pubescens (Willd.) Curtiss ex Small & Vail
- Peramium pubescens (Willdenow) MacMillan
- Satyrium repens Michx.
- Tussaca reticulata Raf.